# Quận Hopkins, Texas
Quận Hopkins (tiếng Anh: Hopkins County) là một quận trong tiểu bang Texas, Hoa Kỳ. Quận lỵ đóng ở thành phố Sulphur Springs6. Theo kết quả điều tra dân số năm  2000 của Cục điều tra dân số Hoa Kỳ, quận có dân số 31.960 người.
Theo Cục điều tra dân số Hoa Kỳ, quận có tổng diện tích 793 dặm vuông (2.053 km ²), trong đó, 782 dặm vuông (2.026 km ²) là đất và 11 dặm vuông (27 km ²) của nó (1,31%) là diện tích mặt nước.

## Thông tin nhân khẩu
Theo điều tra dân số [2] năm 2000, đã có 31.960 người, 12.286 hộ, và 8.882 gia đình sống trong quận. Mật độ dân số là 41 người cho mỗi dặm vuông (16/km ²). Có 14.020 đơn vị nhà ở với mật độ trung bình là 18 cho mỗi dặm vuông (7/km ²). Cơ cấu dân tộc của quận bao gồm 85,11% người da trắng, 7,99% da đen hay Mỹ gốc Phi, 0,68% người Mỹ bản xứ, 0,25% châu Á, Thái Bình Dương 0,06%, 4,55% từ các chủng tộc khác, và 1,36% từ hai hoặc nhiều chủng tộc. 9,28% dân số là người Hispanic hay Latino thuộc chủng tộc nào.
Có 12.286 hộ, trong đó 32,50% có trẻ em dưới 18 tuổi sống chung với họ, 58,50% là các cặp vợ chồng sống với nhau, 10,00% có chủ hộ là nữ không có mặt chồng, và 27,70% là không lập gia đình. 24,10% của tất cả các hộ gia đình đã được tạo thành từ các cá nhân và 11,80% có người sống một mình 65 tuổi trở lên đã được người. Bình quân mỗi hộ là 2,56 và cỡ gia đình trung bình là 3,04.
Trong quận, quy mô tuổi dân cư với 26,10% ở độ tuổi dưới 18, 8,40% 18-24, 27,30% 25-44, 23,00% 45-64, và 15,20% người 65 tuổi trở lên. Tuổi trung bình là 37 năm. Cứ mỗi 100 nữ có 96,10 nam giới. Cứ mỗi 100 nữ 18 tuổi trở lên, đã có 93,30 nam giới.
Thu nhập trung bình một hộ gia đình trong quận đã được $ 32.136, và thu nhập trung bình của một gia đình là $ 38,580. Nam giới có thu nhập trung bình $ 30.377 so với 20.751 $ cho phái nữ. Thu nhập trên đầu cho các quận được $ 17,182. Giới 11,30% gia đình và 14,60% dân số sống dưới mức nghèo khổ, trong đó có 17,40% những người dưới 18 tuổi và 14,60% có độ tuổi từ 65 trở lên.
Quận Hopkins đã từng biết như là thủ phủ sữa của Texas. Mặc dù các trang trại sữa suy giảm trong khu vực này vào cuối những năm 1990 vẫn còn một số trang trại chăn nuôi bò sữa tại đây. Bảo tàng sữa Tây Nam nằm ở Sulphur Springs.